# Sebastian Frimmel
Sebastian Frimmel (* 18. Dezember 1995 in Perchtoldsdorf) ist ein österreichischer Handballspieler.

## Karriere

### Verein
Der in Perchtoldsdorf südlich von Wien geborene Sebastian Frimmel begann seine aktive Profi-Karriere 2013 bei der SG Handball West Wien. Davor spielte er in diversen Jugendligen für Union West Wien und nahm für die SG Handball West Wien an der U20-Meisterschaft teil, welche die Handball Liga Austria (HLA) begleitet.
 Im Laufe seiner Zeit am Gymnasium Bad Vöslau, welches eine Handball-Klasse betreibt, nahm Frimmel an der Schul-Weltmeisterschaft teil und belegte dort den dritten Platz. 2014/15 wurde Frimmel als HLA „Newcomer des Jahres“ ausgezeichnet.
2017 unterzeichnete Frimmel einen, ab der Saison 2018/19 gültigen, Vertrag bei den Kadetten Schaffhausen. Mit Schaffhausen gewann er 2019 die Schweizer Meisterschaft und 2021 den Pokal. Im Jänner 2021 wurde bekannt, dass Frimmel einen Vertrag bei Pick Szeged unterschrieben hat. Mit Szeged gewann er 2022 die ungarische Meisterschaft. In der Saison 2024/25 nahm Frimmel mit Pick Szeged am ungarischen Cup Final Four teil. Das Team besiegte im Halbfinale Gyöngyös Kezilabda und im Finale KC Veszprém und krönte sich damit zum Cupsieger.

### Nationalmannschaft
Der 1,88 Meter große Außenspieler war Teil des Jugendnationalteams des Österreichischen Handballbundes, mit welchem er 2012 und 2014 den sechsten Platz bei den Jugend-Europameisterschaften erreichte.
Am 4. März 2014 gab er sein Debüt für das österreichische A-Nationalteam. Bei der Europameisterschaft 2018 bestritt er sein erstes großes Turnier warf vier Tore und kam auf den 15. Platz. Bei der Weltmeisterschaft 2019 trug er 25 Tore zum Erreichen des 19. Platzes bei. Bei der Europameisterschaft 2020 war er 20-Mal erfolgreich und wurde mit Österreich Achter. Bei der Weltmeisterschaft 2021 war er mit 31 Toren zweitbester Werfer des Teams, das den 26. Platz belegte. Bei der Europameisterschaft 2022 war er mit 22 Treffer bester Torschütze der Auswahl, die den 20. Rang belegte. Im zweiten Gruppenspiel der Europameisterschaft 2024 bestritt Frimmel sein 100. Länderspiel. Bei der Weltmeisterschaft 2025 warf er 36 Tore in sechs Spielen und belegte mit der Auswahl den 17. Platz.

## HLA-Bilanz
| Saison    | Verein                | Spielklasse | Tore | 7-Meter        | Feldtore |
| --------- | --------------------- | ----------- | ---- | -------------- | -------- |
| 2013/14   | SG Handball West Wien | HLA         | 26   | 2/2            | 24       |
| 2014/15   | SG Handball West Wien | HLA         | 151  | 49/73          | 102      |
| 2015/16   | SG Handball West Wien | HLA         | 123  | 45/63          | 78       |
| 2016/17   | SG Handball West Wien | HLA         | 184  | 44/64          | 140      |
| 2017/18   | SG Handball West Wien | HLA         | 158  | 14/22          | 144      |
| 2013–2018 | gesamt                | HLA         | 642  | 154/224 (69 %) | 488      |

## Erfolge
- SG Handball West Wien
  - 2014/15 – HLA „Newcomer des Jahres“
- Kadetten Schaffhausen
  - 1× Schweizer Meister 2018/19
  - 1× Schweizer Pokalsieger 2020/21
- Pick Szeged
  - 1× Ungarischer Meister 2021/22
  - 1× Ungarischer Pokalsieger 2024/25